# Athen (Schiff, 1936)
Die Athen war ein deutsches Frachtschiff der Reederei Deutsche Levante-Linie (DLL). Das Schiff wurde am 3. Mai 1945 zusammen mit der Cap Arcona, der Thielbek und der Deutschland in der Lübecker Bucht von britischen Jagdbombern beschossen. An Bord befanden sich zu diesem Zeitpunkt zahlreiche KZ-Häftlinge.

## Geschichte

### Einsatz bis 1945
Das Schiff wurde im September 1936 in Fahrt gesetzt und bis 1940 von der Deutschen Levante-Linie betrieben. 1940 übernahm die Kriegsmarine das Schiff und ließ es bis zum September 1940 zum Minensucher Sperrbrecher 2 für die 2. Sperrbrecherflottille umrüsten. Am 22. September 1940 sank die Sperrbrecher 2 durch Minentreffer in der Nähe von Boulogne. Im November 1942 hob man das Schiff und gab es an die DLL zurück, die es bis 1944 wieder instand setzte und erneut als Athen betrieb.

### Beladung mit KZ-Häftlingen
Am Freitag, dem 20. April, wurden im Rahmen der Räumung vom KZ Neuengamme von der SS KZ-Häftlinge aus dem Lager Neuengamme an Bord der Athen verschleppt, die zur auf Reede vor Neustadt liegenden Cap Arcona gebracht werden sollten. Da der Kapitän der Cap Arcona, Heinrich Bertram, die Häftlinge nicht übernahm, lief die Athen zurück nach Lübeck.

„Bericht von Kapitän der Athen D. Nobmann vom 9.5.1945
Ich erhielt vom Transportführer den Befehl, die Häftlinge längsseits vom Dampfer Cap Arcona zu bringen, welcher auf der Reede lag. Cap Arcona verweigerte die Annahme der Häftlinge.
Athen ging in der Nähe der Cap Arcona vor Anker. Auch an nächsten Morgen verweigerte Arcona die Annahme der Häftlinge.“

Am Samstag, dem 21. April, lag die Zahl der Häftlinge unter Deck bei rund 4.300, als Bewachung befanden sich rund 450 Soldaten an Deck und in den Besatzungsunterkünften. Ein erneuter Versuch, Häftlinge von der Athen auf die Cap Arcona zu bringen, blieb ohne Erfolg, da die Schiffsleitung der Cap Arcona sich weigerte. Auch der mit der Schiffsleitung verhandelnde SS-Hauptsturmführer Thümmel war dagegen machtlos. Da der Kapitän Bertram sich zu Verhandlungen an Land befand, bestand die Schiffsleitung aus den zivilen nautischen Offizieren. Da die SS immer mehr Druck machte, baten die Schiffsoffiziere Bertram, auf sein Schiff zu kommen.
Am 23. April erhielt Dittmer von der HSDG über den persönlichen Referenten des Gauleiters Karl Kaufmann, SS-Hauptsturmführer Horn, den Befehl zur Aufnahme von Häftlingen auf der Cap Arcona. Dittmer rief Bertram an und riet ihm, sich an Konteradmiral Conrad Engelhardt zu wenden. Engelhardt und sein Stab befanden sich im Flensburger Hafen auf der Malaga und hatten als Seetransportverantwortliche für die Hilfsbeischiffe der Marine die Befehlsgewalt über die Cap Arcona. Da die Cap Arcona aufgrund defekter Antriebsanlage und leerer Treibstofftanks nicht mehr seeklar war, war sie kein Hilfsbeischiff mehr und unterstand nicht mehr der Marine.
Dagegen spricht das amtliche Papier, in dem die Rückgabe der Cap Arcona für den 28. April von der Kriegsmarine an die Reederei dokumentiert wird.

### Lewinski inspizierte die Schiffe
Am Dienstag, dem 24. April, erhielt Bertram über einen Kurier die Meldung, dass jetzt die „Schutzhäftlinge“ zu übernehmen seien. Lewinski, ein beim Reichskommissar für die Seeschifffahrt („Reiko See“) dienstverpflichteter Kapitän zur See, der zur Lageüberprüfung nach Lübeck kam, inspizierte auch die Athen und beschwerte sich mit wenig Erfolg über die unerträglichen Zustände der Personenunterbringung in den Laderäumen. Ein drittes Mal lief die Athen die Cap Arcona zur Übergabe der KZ-Häftlinge an, Bertram weigerte sich jedoch auch diesmal. Die aufgrund der extrem schlechten Ernährung und Unterbringung verstorbenen Häftlinge wurden von der SS einfach über Bord geworfen, auch um die Landbürokratie bei dem Begräbnis in Massengräbern zu umgehen.
Am 25. April lief die Athen wieder zur Cap Arcona. Erneut verweigerte Bertram die Aufnahme der Häftlinge. Die Athen blieb jedoch neben der Cap Arcona liegen, auch um die Not der Häftlinge zu lindern, die am Verdursten waren. Von der Cap Arcona erhielten sie Verpflegung und Trinkwasser. Lewinski stellte inzwischen fest, dass eine Übergabe auf die Cap Arcona nicht erfolgen konnte, da hier keine ausreichenden Lebensmittelvorräte und Trinkwasser für die vielen KZ-Häftlinge verfügbar waren. Die SS versuchte, die Schiffsleitungen und die zivilen und militärischen Dienststellen mit Zweckparolen zu beruhigen (z. B. mit der Behauptung, dass die Schiffe zur Rettung der KZ-Häftlinge nach Schweden auslaufen sollten).
Vermutlich ging am 26. April der letzte KZ-Häftlingstransport mit der Bahn von Neuengamme ab. Im Raum Lübeck befanden sich inzwischen rund 9.000 Häftlinge. Das Exekutionskommando des SS-Sturmbannführers Christoph-Heinz Gehring übte auf Kapitän Bertram extrem starken Druck aus, damit dieser den SS-Befehlen zur Einschiffung der Häftlinge nachkam. Bertram wich der Gewalt, lehnte jedoch jede Verantwortung ab, da das Schiff für diese hohe Konzentration von Menschen nicht geeignet sei. Damit konnte die Athen die ersten 2.500 Häftlinge an die Cap Arcona übergeben.

## Britischer Angriff 3. Mai 1945
Am Mittwoch, dem 2. Mai, lösten sich die SS-Kommandos in Neustadt weitgehend auf und tauchten unter, da die Briten zur Travemündung vorstießen. Die Thielbek und Athen liefen aus und ankerten in der Lübecker Bucht.

### 2. Mai, Binnenschiffe Vaterland und Wolfgang vom KZ Stutthof
Sie begegneten einem mit Häftlingen beladenen Schiffskonvoi vom KZ Stutthof, der aus den von zwei Schleppern gezogenen Binnenschiffen Vaterland und Wolfgang bestand. Sie kamen aus Danzig und legten kurz im Marinehafen von Neustadt an. Da die Häftlinge tagelang nichts zu essen bekommen hatten, durchwühlten sie am Kai die Abfalleimer nach Essbarem  und wurden von den Marinesoldaten zurückgedrängt. Die SS versuchte anschließend, die Gefangenen auf den Häftlingsschiffen in der Lübecker Bucht unterzubringen.
Da dies ohne Erfolg blieb, kappten sie in der Bucht die Schlepptrossen, kehrten mit den Schleppern nach Neustadt zurück und überließen die antriebslosen Schiffe und die Häftlinge sich selbst.
Nach der Strandung ihrer Schiffe zwischen Neustadt in Holstein und Pelzerhaken am 3. Mai ging der kräftigere Teil der fast verhungerten rund 2000 Häftlinge der Wolfgang und Vaterland aus dem KZ Stutthof früh am 3. Mai an Land und suchte Essbares. Da Neustadt durch bewaffnete Kräfte versperrt blieb, gingen einige über Ruhleben bis nach Merkendorf, andere erreichten Oldenburg in Holstein. SS-Kommandos ruderten zu den gestrandeten Schiffen und trieben die  Häftlinge an Land. 77 wurden an Bord erschossen. Weitere Häftlinge wurden vom Volkssturm und Marinesoldaten unter dem Kommando von Kapitänleutnant Ziemann zum Landeplatz am Ufer zurückgedrängt und über 1000 wurden auf dem Kasernensportplatz der U-Schule  zusammengetrieben.

### 3. Mai, Athen erhält Befehl, Neustadt anzulaufen
Am 3. Mai lag die Athen ungekennzeichnet auf Reede mit fast 2000 Gefangenen an Bord. Gegen 12:00 Uhr erhielt Kapitän Nobmann den Befehl, erneut Neustadt anzulaufen, um die Häftlinge der Binnenschiffe zu übernehmen. Gegen 14:00 Uhr erreichte die Athen den Neustädter Marinehafen, in dem viele Häftlinge vom KZ Stutthof warteten. Der Kommandant des KZ Stutthof Paul Werner Hoppe teilte den unwilligen Häftlingen mit, dass sie auf der Athen nach Flensburg verschifft würden, um dort freizukommen. Beim Beladen ergab sich ein Streitgespräch zwischen dem SS-Untersturmführer Kierstein, dem Standortkommandanten Heinrich Schmidt und Kapitän Nobmann, der sich nachdrücklich gegen eine weitere Aufnahme von Häftlingen wehrte.
Gegen 14:30 Uhr begann der Angriff der ersten Welle von britischen Jagdbombern (Jabos) vom Typ Typhoon I B. Neun Jagdbomber griffen die Schiffe in der Neustädter Bucht an. Auch die im Marinehafen Neustadt liegende Athen wurde angegriffen, die sich mit der Vierlingsflak auf dem Bug wehrte. Die Athen wurde getroffen; einige Häftlinge kamen bei diesem Angriff zu Tode. Die Athen wurde im Gegensatz zur Cap Arcona, Thielbeck, Deutschland und vielen weiteren Schiffen jedoch nicht zerstört.

### Britische Panzerspitzen beschießen die Athen
Britische Panzerspitzen hatten von Süsel und Wintershagen kommend den Stadtrand von Neustadt erreicht, griffen in den Kampf ein und beschossen die Flakgeschütze der Athen. Die zweite Welle mit einer Staffel von neun Flugzeugen griff die Deutschland an und die dritte Welle mit acht Flugzeugen suchte sich Ziele in der Neustädter Bucht. Die Marinesoldaten am Geschütz der Athen gaben auf und hissten die „weiße Fahne“. Bei den Angriffen der britischen Flugzeuge wurden am 3. Mai insgesamt 23 Schiffe versenkt und 115 Schiffe beschädigt.

### Befreiung der Häftlinge
Die Häftlinge der Athen kamen frei, gelangten auf die Kaianlagen und holten sich Nahrung aus den Magazinen der Glückskleewerke. Auch der am Bahnhof stehende Verpflegungszug mit Käse, Zuckersäcken und Butterpaketen wurde ausgeräumt. Daran beteiligten sich auch die überlebenden Häftlinge aus dem KZ Stutthof.
Im Laderaum der weitgehend unbeschädigten Athen entwickelte sich ein Schwelbrand. Da sich noch Flakmunition an Bord befand, wurde sie aus dem Marinehafen geschleppt.

### Nutzung nach Kriegsende
Sie blieb jedoch weitgehend unbeschädigt und wurde 1946 an die Sowjetunion abgeliefert, die sie in General Brusilov umbenannte. Im Jahr 1947 trat die UdSSR den Frachter an Polen ab. Das Schiff wurde dort in Waryński umbenannt und zunächst von der Gdynia-Ameryka-Linie bereedert. 1951 übernahm die Polskie Linie Oceaniczne das Schiff und betrieb es bis 1970 im Südamerikadienst. Im zweiten Quartal 1970 legte man die Waryński auf und nutzte sie als Hulk. 1971 erfolgte der Abbruch in Stettin.